# Répáshuta, Borsod-Abaúj-Zemplén
Répáshuta (în slovacă Repašská Huta) este un sat în districtul Miskolc, județul Borsod-Abaúj-Zemplén, Ungaria, având o populație de 483 de locuitori (2011).

## Demografie
Componența etnică a satului Répáshuta
     Maghiari (66,51%)
     Slovaci (33,49%)
Componența confesională a satului Répáshuta
     Fără religie (8,49%)
     Reformați (3,52%)
     Necunoscută (87,99%)
     Alte religii (2,07%)
Conform recensământului din 2011, satul Répáshuta avea 483 de locuitori. Din punct de vedere etnic, majoritatea locuitorilor (66,51%) erau maghiari, cu o minoritate de slovaci (33,49%). Nu există o religie majoritară, locuitorii fiind persoane fără religie (8,49%) și reformați (3,52%). Pentru 87,99% din locuitori nu este cunoscută apartenența confesională.